# Hornos de Moncalvillo
Hornos de Moncalvillo é um município da Espanha
na província e comunidade autónoma de La Rioja, de área 7,40 km² com população de 99 habitantes (2007) e densidade populacional de 12,67 hab/km².

## Demografia
| Variação demográfica do município entre 1991 e 2004 | Variação demográfica do município entre 1991 e 2004 | Variação demográfica do município entre 1991 e 2004 | Variação demográfica do município entre 1991 e 2004 |
| --------------------------------------------------- | --------------------------------------------------- | --------------------------------------------------- | --------------------------------------------------- |
| 1991                                                | 1996                                                | 2001                                                | 2004                                                |
| 106                                                 | 98                                                  | 93                                                  | 93                                                  |